# Hyperprosopon
Hyperprosopon is een geslacht van straalvinnige vissen uit de familie van brandingbaarzen (Embiotocidae).

## Soorten
- Hyperprosopon anale Agassiz, 1861
- Hyperprosopon argenteum Gibbons, 1854
- Hyperprosopon ellipticum (Gibbons, 1854)